# Jon Elmore
Jonathan Barett "Jon" Elmore (Charleston, Virginia Occidental; 20 de diciembre de 1995) es un baloncestista estadounidense que pertenece a la plantilla de los Stockton Kings de la G League. Con 1,91 metros de estatura, ocupa la posición de base.

## Trayectoria deportiva

### Universidad
Jugó cuatro temporadas con los Thundering Herd de la Universidad Marshall, en las que promedió 19,8 puntos, 4,8 rebotes, 5,9 asistencias y 1,4 robos de balón por partido. El 3 de marzo de 2019, Elmore se convirtió en el máximo anotador de la historia de  la Conference USA, sobrepasando a Stefon Jackson, de UTEP. Poco antes, Elmore se había convertido también en el líder histórico de asistencias de la conferencia (superando a Julyan Stone, también de UTEP), convirtiéndose en el único jugador en la actualidad que lidera ambas clasificaciones de una misma conferencia. Jon Elmore es el único jugador en la historia de la División I de la NCAA en alcanzar los 2.500 puntos y las 750 asistencias. El 19 de marzo de 2019 se convirtió además en el máximo anotador histórico de Marshall, superando el récord que hasta ese momento mantenía Skip Henderson.
En sus tres últimas temporadas fue incluido en el mejor quinteto de la Conference USA.

#### Estadísticas
| Año     | Equipo   | PJ  | PT  | MPP  | %TC  | %3P  | %TL  | RPP | APP | ROB | TPP | PPP  |
| ------- | -------- | --- | --- | ---- | ---- | ---- | ---- | --- | --- | --- | --- | ---- |
| 2015–16 | Marshall | 25  | 25  | 34.6 | .376 | .345 | .803 | 3.4 | 5.8 | 0.8 | 0.1 | 15.2 |
| 2016–17 | Marshall | 35  | 34  | 35.1 | .413 | .352 | .807 | 4.3 | 5.9 | 1.1 | 0.2 | 19.7 |
| 2017–18 | Marshall | 36  | 35  | 38.3 | .438 | .355 | .826 | 5.8 | 6.7 | 1.6 | 0.4 | 22.7 |
| 2018–19 | Marshall | 37  | 37  | 35.9 | .393 | .364 | .787 | 5.1 | 5.1 | 1.7 | 0.5 | 20.2 |
| Total   | Total    | 133 | 131 | 36.1 | .409 | .356 | .808 | 4.8 | 5.9 | 1.4 | .3  | 19.8 |

### Profesional
Tras no ser elegido en el Draft de la NBA de 2019, disputó las Ligas de Verano de la NBA con Boston Celtics, aunque apenas tuvo protagonismo. En el mes de julio firmó su primer contrato profesional con el Pallacanestro Trieste de la Lega Basket Serie A, la primera división del baloncesto italiano.
En diciembre de 2020, firma por el Ionikos Nikaias B.C. de la A1 Ethniki griega.